# مستشفى هيلث بوينت
مستشفى هيلث بوينت في أبو ظبي، الإمارات العربية المتحدة. تأسس في عام 2013، ويجمع بين ثلاثة مراكز للتميز السريري: جراحة العظام والطب الرياضي وجراحة السمنة والتمثيل الغذائي وطب الأسنان. هيلث بوينت هو جزء من شبكة مبادلة للرعاية الصحية، وهو مستشفى عام.

## الموقع
يقع مستشفى هيلث بوينت في مدينة زايد الرياضية في أبو ظبي.

## الأقسام
- التخدير
- جراحة السمنة والتمثيل الغذائي
- طب القلب
- طب الأسنان
- الجلدية
- التصوير التشخيصي
- أمراض الجهاز الهضمي
- انف واذن وحنجرة
- طب الأسرة
- الممارسة العامة
- الجراحة العامة
- أمراض النساء
- الطب الباطني
- جراحة العظام والطب الرياضي
- إدارة الألم
- طب الأطفال
- العلاج الطبيعي وإعادة التأهيل
- الجراحة التجميلية
- علاج الأرجل
- طب الجهاز التنفسي والنوم
- الروماتيزم
- رعاية العمود الفقري
- جراحة المسالك البولية والجهاز البولي
- جراحة الأوعية الدموية
- العناية بالجروح